# 大津城
大津城（おおつじょう）は、安土桃山時代に近江国滋賀郡大津にあった日本の城。

## 概要
現在の滋賀県大津市浜大津、びわ湖浜大津駅（京阪京津線・石山坂本線）周辺一帯にあった水城である。二の丸・三の丸は内陸側にあり、本丸は当時の琵琶湖岸に面し、共に港の機能を担っていたが、現代の大津港はその沖側を埋め立てて建設されている。関ヶ原の戦いでは激しい城の攻防戦が行われた。その騒音は連日京都にまで届き、市民の中には弁当と水筒持参で見物に行く者まで出たという。
戦後に廃城となり、天守などが膳所城や彦根城に移築されたと伝えられる。彦根城の天守がかつての大津城天守の用材を転用して建てられている可能性が、昭和32年（1957年）に行われた彦根城天守解体修理の際に符号、墨書きが見つかったことを根拠に示されている。これにより大津城の天守は望楼型の4重5階であったと考えられている。

## 歴史
1586～1587年（天正14～15）頃、豊臣秀吉は坂本城を廃城とし、浅野長政に命じて新たに築城された。その後、城主は増田長盛、新庄直頼と代わり、1595年（文禄4年）に京極高次が城主となり6万石を与えられた。
大津城はもともと琵琶湖の水運を利用して美濃、越前方面から運ばれてくる物資を安全に保管するための城郭であったとされることが多い。また、大津城には近江国各地の蔵入地（豊臣家直轄領）からの年貢米を保管する役割があったと考えられる。1600年（慶長5年）の関ヶ原の戦いで高次は東軍に属し大津城に籠城した。しかし大津城は石垣が低く、（およそ2m）篭城戦に向いているとは言いがたかった。9月7日より毛利元康・立花宗茂ら西軍1万5000に城を囲まれ篭城戦が開始された。これに先立ち、京極軍3000は12時間かけて城下を焼き払い、町は荒野と化した。京極軍は家臣赤尾伊豆守、山田大炊以下、奮戦し、7日間持ち堪えたが、9月13日からは近くの長等山から大砲で砲撃を受け、砲弾は眼下に落ちるような勢いで天守その他の建築物を破壊し、城内が混乱した間隙を縫って立花軍が二ノ丸までを占拠した。
14日、毛利元康は大坂城からの使者・高野山の木食応其上人と新庄直忠を遣わし、降伏を勧めたが、高次はそれに従わず徹底抗戦の構えを見せた。その時、立花宗茂が高次の一命を保証する内容の書状を家臣の世戸口政真に矢文で放たせると、城内の高次の馬印に命中、その書状の内容を読んだ高次は安堵し、北政所の使者・孝蔵主を迎え入れ遂に降参した。宗茂は一族の立花政辰（立花三郎右衛門・臼杵新介)を人質として城中へ送った。高次は15日朝に城の近い園城寺に入り、剃髪染衣の姿になって下城したので、宗茂はこれを高野山へ移送した。しかし、西軍1万5000を大津城に釘付けにした功績は大きく、戦後、徳川家康は高次を召しだし、若狭小浜城8万2000石に加増転封させた。
高次が若狭へ移ってまもなくして、家康は大津城に自身の配下である戸田一西を配置した。関ヶ原の戦いの翌年大津城は廃城され、新たに膳所崎に膳所城を築城した。大津城攻防戦で戦禍を免れた建築物の一部は、彦根城、膳所城に転用、移築された。

## 歴代城主
1. 浅野長政（1586年 - 1589年）
2. 増田長盛（1589年 - 1591年）
3. 新庄直頼（1591年 - 1595年）
4. 京極高次（1595年 - 1600年）
5. 戸田一西（1600年 - 1601年）